# Куп Југославије у фудбалу 1953.
Куп Југославије у фудбалу 1953. је седмо куп такмичење од оснивања овог такмичења у организацији Фудбалског савеза Југославије. Завршни део је одржан у периоду од 24. августа до 29. новембра 1953. године.
Ове године је поново било измена у такмичењу. Завршни део такмичења у купу (којим руководи ФСЈ) играо се од осмине финала (16 екипе).
После завршеног предтакмичења у завршни део су се пласирала 16 клубова. Ту је било:
- 7 клубова из НР Србије,
- 4 клуба из НР Хрватске,
- 2 клуба из НР Босне и Херцеговине,
- 1 клуб из НР Македоније,
- 1 клуб из НР Словеније,
- 1 клуб из НР Црне Горе
Финалисти су били БСК из Београда и Хајдук из Сплита. Успешнији је била екипа БСК-а која је победила са 2:0 и тако освојила своју прву титулу у овом такмичењу.

## Занимљивости
У завршном делу међу 16 екипа нашле су се две екипе БСКа,
У полуфиналној утакмици између Динама Загреб и БСК-а из Београда у Загребу, десило се нешто несвакидашње и непоновљиво у истоји такмичења за за Куп Југославије. Пошто се први сусрет и после продужетка завршио нерешено (1:1), приступило се извођењу једанаестераца. Прво је извођена једна серија, али је резултат остао нерешен, па је извођена и друга серија по пет једанаестераца и опет није било победника. Тада је пао мрак и београдски судија Тикица Марковић је прекинуо извођење једанаестераца. Такмичарска комисија је одлучила да се извођење настави 13. новембра, опет у Загребу. Пошто судија и играчи, а ни функционери нису знали тачна правила како треба изводити једанаестерце, иако је Динамо тада победио и „постао“ финалиста, Такмичарска комисија је одлучила да се одигра нова утакмица. У поновљеној утакмици, 21. новембра у Загребу, београдски „плави су успели да победе са 2:1 (1:0).

## Осмина финала
| бр. меча | 1. играч              | Резултат         | 2. играч         |
| -------- | --------------------- | ---------------- | ---------------- |
| 1.       | Црвена звезда Београд | 1:0              | Вележ Мостар     |
| 2.       | Металац Загреб        | 2:4              | Динамо Загреб    |
| 3.       | Хајдук Сплит          | 2:0              | Вардар II Скопље |
| 4.       | Пролетер Осијек       | 0:1              | Војводина        |
| 5.       | БСК Београд           | 5:1              | Сутјеска Никшић  |
| 6.       | Партизан Београд      | 2:0пр (0:0, 0:0) | Сарајево         |
| 7.       | Спартак Суботица      | 5:2              | Шумадија Београд |
| 8.       | Одред Љубљана         | 4:0              | БСК II Београд   |

## Четвртфинале
| бр. меча | 1. играч              | Резултат                  | 2. играч         |
| -------- | --------------------- | ------------------------- | ---------------- |
| 1.       | Црвена звезда Београд | 4:2                       | Одред Љубљана    |
| 2.       | Партизан Београд      | 5:5пр (5:5, 3:3) 7:8 пен. | Динамо Загреб    |
| 3.       | БСК Београд           | 3:2                       | Спартак Суботица |
| 4.       | Војводина             | 1:2                       | Хајдук Сплит     |

## Полуфинале
| бр. меча | 1. играч      | Резултат         | 2. играч      |
| -------- | ------------- | ---------------- | ------------- |
| 1.       | Динамо Загреб | 1:2              | БСК Београд   |
| 2.       | Хајдук Сплит  | 4:2пр (2:2, 0:2) | Црвена звезда |

## Финале
| Утак. | Клуб, Место | Резултат | Клуб, Место  |
| ----- | ----------- | -------- | ------------ |
| 1.    | БСК Београд | 2:0      | Хајдук Сплит |

| Освајач Купа Југославије у фудбалу 1953. |
| ---------------------------------------- |
| БСК 1. титула.                           |

| Домаћи клуб                            | Резултат | Гостујући клуб |
| -------------------------------------- | --- | --- |
| БСК Београд                            | 2 - 0 | Хајдук Сплит |
| Датум                                  | 29. новембар, 1953. | 29. новембар, 1953. |
| Стадион                                | Стадион ЈНА, Београд | Стадион ЈНА, Београд |
| Гледалаца                              | 50.000 | 50.000 |
| Судија                                 | Трајко Ивановски (Скопље) | Трајко Ивановски (Скопље) |
| БСК (тренер: Благоје Марјановић)       | Петар Раденковиић, Здравко Јуричко Никола Радовић, Лазар Тасић, Видић, Сретен Давидовић, Александар Панић, Сава Антић, Предраг Марковић, Томислав Калоперовић, Зоран Прљинчевић | Петар Раденковиић, Здравко Јуричко Никола Радовић, Лазар Тасић, Видић, Сретен Давидовић, Александар Панић, Сава Антић, Предраг Марковић, Томислав Калоперовић, Зоран Прљинчевић |
| НК Хајдук Сплит (тренер: Јозо Матошић) | Владимир Беара, Свемир Делић, Давор Грчић, Божо Брокета, Ленко Грчић, Славко Луштица, Крешимир Араповић, Божидар Сенчар, Бернард Вукас, Фране Матошић, Јошко Видошевић          | Владимир Беара, Свемир Делић, Давор Грчић, Божо Брокета, Ленко Грчић, Славко Луштица, Крешимир Араповић, Божидар Сенчар, Бернард Вукас, Фране Матошић, Јошко Видошевић          |
| Стрелци                                | 1-0 Антић 5', 2:0 Панић 17'. | 1-0 Антић 5', 2:0 Панић 17'. |